# Hip-hop algérien
 (juillet 2023).
Le hip-hop algérien, ou rap algérien, désigne le mouvement et la culture du hip-hop ayant émergé vers la fin des années 1980 en Algérie. La naissance du genre intervient dans un contexte politique et social très difficile favorisant son émergence et lui permet de trouver un public à la fois jeune, curieux et avide d’ouverture musicale. Influencé par ses homologues américains et français[réf. nécessaire], le rap algérien est interprété dans différentes langues : arabe, kabyle, français et anglais.

## Histoire

### Années 1990
Le hip-hop algérien apparaît en 1985 avec un premier titre enregistré par le chanteur Hamidou : Jawla Fe Lil,,,. Le hip-hop émerge officiellement au début des années 1990 en Algérie, à une époque marquée par le chaos social et la violence islamiste. Les premiers groupes de hip-hop algérien émergent à cette période à l’image des Hamma Boys, Intik (formé en 1988), Le Micro brise le silence (MBS, formé en 1993), et T.O.X. qui se popularisent vers la fin des années 1990. Par exemple, T.O.X est formé en 1996 pendant la guerre civile algérienne. Les médias, en parallèle, commencent à s’intéresser à ce nouveau style musical. Les articles de presse se multiplient et les passages à la radio et à la télévision s’enchaînent d’autant plus que certains éditeurs prennent le pari de produire quelques groupes et d’organiser des concerts et festivals un peu partout en Algérie. Ce climat favorise l’apparition de plusieurs groupes comme Karim ElGang, K2C, et LAX (Ladja & Azpak X-pression) groupe oranais fondé en 1997
En 1997, au cours d'un concert, le rappeur Lotfi Double Kanon est interrompu par les forces de l'ordre, animant ainsi les tensions. Après le succès de la compilation Algerap éditée en France, le rap algérien se fait une réputation à l’étranger grâce aux groupes MBS et Intik qui ont signé respectivement chez Universal et Sony en 1999. Cette aventure a connu un succès mitigé auprès du public hexagonal qui ne comprenait pas très bien leurs paroles. Une autre compilation, Wahrap, cette fois-ci oranaise voit le jour, mais passe presque inaperçue à cause de sa mauvaise distribution.

### Années 2000
Dark Man, de son vrai nom Youssef Seddas, l’ex-leader d’Intik quitte le groupe et se lance dans une carrière solo sous le pseudo de Youss. Le rap algérien passe alors dans une phase d’accalmie entre 2001 et 2004 avant de refaire surface à partir de 2005 avec l'apparition de plusieurs blogs et sites internet dédiés au rap algérien, dont le plus connu à l'époque est rap-algerien.com (en ligne de 2005 à 2009) administré par Mehdi.B. Parmi les noms émergents de la nouvelle scène rap algérienne on cite : Karim ElGang, Mamooth/AMH, TaaRyk TK, ZED/Beton Bled, Azpak , BLACK HEART, Fugi, Raouf Adear, Ag DeeFoX, Mehdi Rapace, Imohar (ex-Talisman), Abrazax, FFA, JMB, kassbas, etc.
Le mouvement rap algérien reste tout de même très marginalisé par les autorités publiques et les différents médias devenus inaccessibles, sauf pour les rappeurs Lotfi Double Kanon (DK) et Reda City 16 qui bénéficient d’une grande popularité. Puis, c'est au tour de la nouvelle génération de s'imposer. Un groupe de rappeurs[Lequel ?], issus de différents quartiers, se rassemblent à Béjaia et se donnent pour projet de faire ce qu'ils appellent du « vrai rap », de représenter l'« east coast » algérienne (Annaba, Constantine, Béjaia...) ainsi que de faire un rap engagé avec différents styles de musique.

### Années 2010
En 2011, le rap voit l'apparition d'une « nouvelle génération », les rappeurs commençant à toucher le marché de la musique algérienne. On peut citer parmi eux DMF, Blidian Thugz,A'Min Mc Klash, Banlieue star , Balle 2Kanon, Dirty16Prod, Intik Prod, C4rys, Zenka Resistance, L D'Ex (Liberté D'Expression), Freekence, Africa jungle (Soolking un des membres de ce groupe avant son lancement en solo en 2016), Yakuza, Secteur 7, ainsi que Zenka Revolution et South Crew dans le Sud de l'Algérie. Aujourd'hui[Depuis quand ?], le rap en Algérie commence à « se mettre à l'aise ». Les groupes se font désormais connaître notamment sur YouTube, Facebook et le marché noir.
En 2013, Djamel-Eddine Elbey (MC Majhoul) publie son premier album de treize morceaux, intitulé Couloir noir. À cette période, il devient un nouveau phénomène du hip-hop algérien. En 2017, l'artiste Flenn publie un nouveau single, Dlam Lil, en collaboration avec la chanteuse Yousra Boudah, extrait de son album Ma cabine, dont le clip attire des millions de vue sur YouTube.